# Pastime with Good Company
Pastime with Good Company, conosciuta anche come La Ballata del Re (The Kynges Balade), è una canzone popolare inglese scritta dal re Enrico VIII agli inizi del XVI secolo, poco dopo la sua incoronazione.
Essa è considerata come la più famosa delle sue composizioni, diventando una canzone popolare in Inghilterra e in altri paesi europei durante il Rinascimento. Si è ipotizzato che possa essere stata scritta in onore di Caterina d'Aragona.

## Contesto
Nella corte inglese, durante i primi anni del regno di Enrico VIII, furono segnati da un carattere distintivo di esuberanza e stravaganza, rese possibili da una solida stabilità politica e finanziaria dello Stato. Come nelle coeve corti continentali si susseguivano banchetti reali e feste, così come lo erano gli sport e i passatempi all'aria aperta, quali la caccia, falconeria e giostre e tornei di tiro con l'arco. Il giovane re stesso era uno sportivo esperto, eccellendo in equitazione, tiro con l'arco, lotta e tennis reale.
Il brano fu scritto durante questo periodo, e presenta pertanto una lode generale a tutti questi divertimenti e diversioni, esso raffigura lo stato d'animo generale di svago e di noncuranza che prevalevano a Corte in quei tempi. Parimenti a testi in altre lingue, si ricordino le poesie di Lorenzo il Magnifico, il testo forniva una giustificazione alla vita di corte sprezzante dei valori "ignobili" quali il lavoro la fatica che ne derivava.
Enrico VIII scrisse il testo di questa canzone intorno al 1509, all'età di 18 anni, dopo la sua incoronazione. Come ogni uomo di nobile nascita rinascimentale, per di più di sangue reale, Enrico VIII padroneggiava in molti campi, tra cui scherma, la caccia, la danza, il poetare, il cantare, il suonare ed il  comporre musica, cui fu educato sin dall'infanzia. Egli era considerato un compositore ed un poeta di talento dai suoi contemporanei
La canzone si suppone che sia stata composta per l'ambiente di corte, insieme a tutte le altre composizioni del re. Tuttavia, a causa della sua melodia semplice e facilmente orecchiabile, divenne ben presto una melodia popolare, suonata spesso in occasione di fiere, nelle taverne e durante eventi speciali. Si pensa anche che fosse uno dei brani musicali preferiti della regina Elisabetta I, figlia per l'appunto di Enrico VIII. La canzone è indicata più volte in una serie di documenti e pubblicazioni contemporanee, che ne attestano la popolarità, ed è stata oggetto di un ampio numero di varianti e riarrangiamenti strumentali da parte di diversi musicisti negli anni successivi.